# Nekhbet

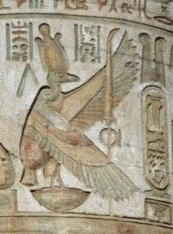
Rilievo di Nekhbet nel Tempio di Kôm Ombo.

Nekhbet (anche chiamata Nechbet e Nekhebit) è una divinità egizia appartenente alla religione dell'antico Egitto ed era particolarmente venerata a Nekheb, capitale del terzo nomo dell'Alto Egitto.
Si considera protettrice del re e dell'Alto Egitto; viene raffigurata come un avvoltoio di colore bianco, altrimenti come una donna recante la corona bianca. Altro suo luogo di culto era la città di Elkab.

## Mitologia
Uno dei più antichi templi dell'Egitto antico era il santuario di Nekhbet a Nekheb (El Kab). Era la città gemella di Nekhen, la capitale politica e religiosa dell'Alto Egitto, verso la fine del Periodo Predinastico (3200–3100 aC circa) e probabilmente anche durante il primo periodo dinastico (3100–2686 aC).
Nekhbet era la divinità principale dell'Alto Egitto. Nekhbet e la sua controparte del Basso Egitto spesso comparivano insieme come le Due Signore. Uno dei titoli del faraone era il nome Nebty, che iniziava con i geroglifici per lui/lei delle Due Signore.